# Pablo Felipe Robledo
Pablo Felipe Robledo del Castillo (Pereira, siglo XX) es un político y abogado colombiano. Se desempeñó como viceministro de Justicia, Gobernador Encargado de Guaviare y Superintendente de Industria y Comercio durante el gobierno de Juan Manuel Santos.

## Biografía
Robledo del Castillo es abogado, especialista en Derecho Procesal Civil y Candidato a Magíster en Responsabilidad Contractual y Extracontractual Civil y del Estado de la Universidad Externado de Colombia. Se ha desempeñado como profesor de la Universidad Externado de Colombia y de la Universidad de Los Andes en el área de Derecho Procesal y de la Universidad Externado de Colombia en el área de propiedad intelectual.

### Trayectoria pública
Inició su carrera en el sector público en el Departamento Administrativo de Seguridad (DAS), como secretario privado del director Ramiro Bejarano, durante el gobierno del presidente Ernesto Samper Pizano. Posteriormente Robledo fue el jefe encargado de Interpol.
Se ha destacado miembro del Instituto Colombiano de Derecho Procesal y Miembro del Colegio de Abogados Comercialistas; Árbitros del Centro de Arbitraje y Conciliación de la Cámara de Comercio de Bogotá, así como de las Comisiones designadas para la redacción del Proyecto de Código Único o General del Proceso, y revisión del Proyecto de Reforma al Código de Procedimiento Civil. Fue asesor del Congreso de la República durante la tramitación de los Proyectos de Ley de Reforma al Código de Procedimiento Civil, Régimen de Arrendamiento de Vivienda Urbana y de la Ley de Descongestión Judicial.
Se desempeñó como director encargado de la Agencia Nacional de Defensa Jurídica del Estado.
Asumió como nuevo viceministro de Justicia en el año 2010 ante el ministro de Justicia de aquel entonces Germán Vargas Lleras. Estuvo encargado de las funciones del despacho del ministro de Justicia y del Derecho en varias oportunidades y como viceministro de Política Criminal y Justicia Restaurativa. Así mismo, fungió brevemente como gobernador encargado de Guaviare entre diciembre de 2010 y febrero de 2011.
El presidente Juan Manuel Santos designó a Pablo Felipe Robledo, quien se desempeñaba como viceministro de Justicia, como Superintendente de Industria y Comercio. Ejerció el cargo hasta el 15 de septiembre de 2018, fecha en que el presidente Iván Duque nombró a Andrés Barreto González.
En octubre de 2023 asumió como presidente de la Federación Colombiana de Tenis.